# Raymond Vidal
Pour les articles homonymes, voir Vidal.
Raymond Vidal est un avocat et homme politique français, né le 27 décembre 1896 à Marseille (Bouches-du-Rhône) et décédé le 18 juin 1991 à Monaco

## Biographie
Présent à Vichy le 10 juillet 1940, il s'abstient volontairement lors du vote sur les pleins pouvoirs au Maréchal Pétain.

## Mandat
- Premier adjoint au maire de Marseille
- Député SFIO des Bouches-du-Rhône de 1932 à 1942

## Sources
- « Raymond Vidal », dans le Dictionnaire des parlementaires français (1889-1940), sous la direction de Jean Jolly, PUF, 1960 [détail de l’édition]